# Себальос, Висенте
Висенте Антонио Себальос Салинас (исп. Vicente Antonio Zeballos Salinas, род. 10 мая 1963, Мокегуа, Перу) — перуанский политик и юрист. Премьер-министр Перу с 2019 года. Министр юстиции и по правам человека в 2018—2019 годах.. Член Конгресса (парламента) от Мокегуа в 2011—2019 годах. Глава муниципалитета (алькальд) региона Мокегуа в 2003—2006 годах.

## Биография
Родился 10 мая 1963 года в городе Мокегуа.
Учился в школе Симона Боливара в Мокегуа. Поступил в Университет имени Инка Гарсиласо де ла Вега, где изучал политологию и право, получил степень по юриспруденции. Изучал конституционное право и политологию в испанском Центре политических и конституционных исследований (CEPC) в Мадриде. Получил степень доктора философии в Мадридском университете Комплутенсе.
Преподавал в частном университете в Такна.
В 2003—2006 годах — глава муниципалитета (алькальд) региона Мокегуа.
В 2011—2015 годах — член партии Союз за Перу. По результатам парламентских выборов 10 апреля 2011 года избран членом Конгресса Республики Перу. Переизбран на выборах 10 апреля 2016 года. 30 сентября 2019 года покинул Конгресс после назначения на должность премьер-министра.
28 июля 2018 года получил портфель министра юстиции и по правам человека, после того как президент Мартин Вискарра отправил в отставку министра юстиции Сальвадора Эреси из-за публикации аудиозаписей, указывающих на коррупцию в высших эшелонах судебной власти.

## Политическая карьера

### Мэр Марискаль Ньето
В 2002 году он был избран мэром провинции Марискаль Ньето, Мокегуа, и занимал эту должность с января 2003 года по декабрь 2006 года.

#### Парламентская работа

##### Период 2011-2016 гг.

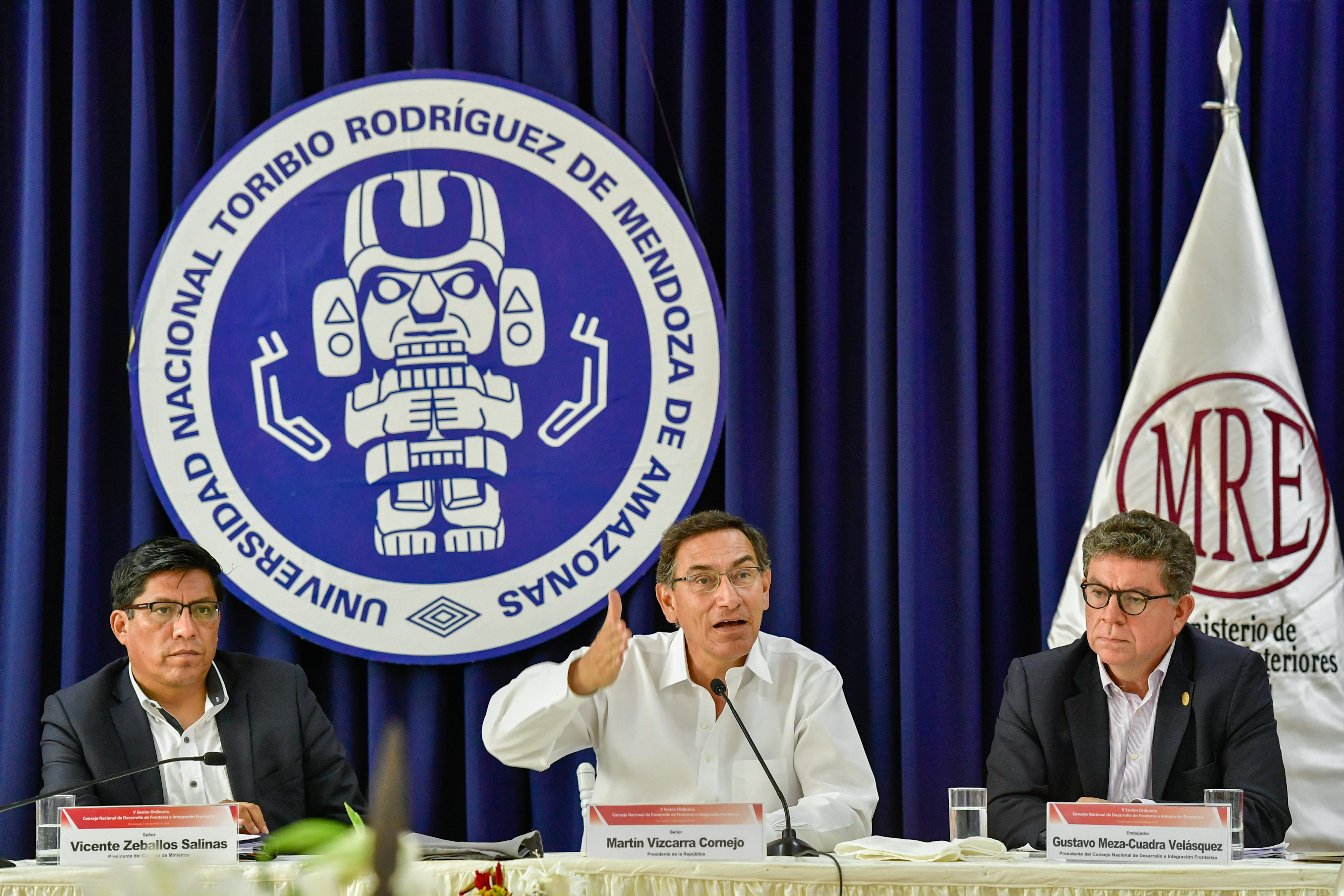
V заседание Национального совета по развитию границ и интеграции

Он был избран конгрессменом Республики во время всеобщих выборов 2011 года от имени департамента Мокегуа Национальной солидарностью. Как законодатель он входил в состав комиссий по образованию, молодежи и спорту; Устав и Положения; Децентрализация и внешние отношения. Кроме того, он был президентом Ревизионной комиссии с 2013 по 2014 год и Комиссии по расследованию дела Родольфо Орельяны Ренгифо.

## Премьер-министр Перу (2019-2020)
30 сентября 2019 года президент Мартин Вискарра назначил Висенте Себальоса премьер-министром, после того как распустил Конгресс Республики Перу из-за разногласий между исполнительной властью и Конгрессом по поводу необходимости изменения процедуры выбора членов Конституционного суда. В тот же день Висенте Себальос принёс присягу. Сменил Сальвадора дель Солара.
30 октября 2019 года Себальос вместе с президентом Вискаррой представил основные направления политики, которые его администрация будет продвигать в следующие месяцы: всеобщий доступ к медицинским услугам, повышение минимальной заработной платы в стране, борьба с насилием в отношении женщин, содействие общественной безопасности. образование и строительство двух крупных аэропортов. До этого правительство заявило, что после роспуска Конгресса нецелесообразно представлять меры министерского кабинета Постоянной ассамблее Конгресса, которая имела ограниченные функции.
19 мая 2020 года президент Конгресса Мануэль Мерино пригласил Себальоса на очное заседание Конгресса в соответствии со статьями 130 и 135 Конституции и статьей 82 Регламента Конгресса. Первая статья устанавливает, что в течение 30 дней после вступления в должность Кабинет должен присутствовать на Конгрессе, разоблачать общую политику правительства и основные меры, которые требует его руководство. Статья 135 устанавливает, что после парламентского перерыва премьер-министр должен разоблачать действия исполнительной власти в период между роспуском и учреждением нового Конгресса.
Себальос заявил прессе, что цитировать его на основании статьи 130 неуместно, поскольку этот кабинет «предшествует» новому Конгрессу. Он указал, что его следует вызывать только в заявлении 135, и раскритиковал проведение личного сеанса в условиях изоляции от пандемии COVID-19 в Перу. Несколько часов спустя президент Конгресса указал, что кабинет Себальоса не пользуется доверием ни предыдущего, ни нынешнего Конгресса. Затем председатель конституционного комитета Конгресса Омар Чехаде предупредил, что, если премьер-министр не потребует доверия, он проявит неуважение, и это станет возможным для конституционного обвинения и цензуры.
28 мая 2020 года Себальос отправился запросить вотум доверия своему кабинету. Он получил 89 голосов за, 35 против и 4 воздержавшихся.
Столкнувшись с критикой по поводу его пребывания в должности во время пандемии COVID-19 в Перу, Себальос ушел в отставку 15 июля 2020 года. В тот же день Вискарра назначил Педро Катериано преемником Зебальоса, что ознаменовало окончание 10-месячного пребывания на посту руководителя кабинета министров.

## Споры
21 октября 2019 года Себаллос упомянул возможные кандидатуры депутатов от недавно распущенного конгресса, поставив под сомнение возможность участвовать в выборах в конгресс 2020 года, имея в виду конституционный референдум 2018 года, на котором было проведено немедленное переизбрание парламентариев. были специально адресованы.
14 ноября 2019 года Луис Карраско, председатель Специального избирательного жюри Lima Centro (Jurado Electoral Especial; JEE), начал расследование в отношении премьер-министра, который якобы нарушил в своем заявлении для прессы в качестве государственного должностного лица принцип электорального нейтралитета. В ответ Себальос поставил под сомнение правовую основу расследования JEE.
27 ноября 2019 года JEE закрыли расследование в отношении Себальоса. Тем не менее, тело действительно направило осуждение министра по делам женщин и уязвимого населения Глории Монтенегро, обвинив ее в том же проступке, хотя ходатайство не имело успеха.